# Episodi di The Coroner (prima stagione)
La prima stagione della serie televisiva The Coroner, composta da 10 episodi, è stata trasmessa sul canale britannico BBC One dal 16 al 27 novembre 2015.
In Italia, la stagione è andata in onda dall'11 giugno al 9 luglio 2017 su Rai 2.
| nº | Titolo originale        | Titolo italiano          | Prima TV Regno Unito | Prima TV Italia |
| -- | ----------------------- | ------------------------ | -------------------- | --------------- |
| 1  | First Love              | Primo amore              | 16 novembre 2015     | 11 giugno 2017  |
| 2  | How to Catch a Lobster  | Come pescare un'aragosta | 17 novembre 2015     | 11 giugno 2017  |
| 3  | That's the Way to Do It | È così che si fa         | 18 novembre 2015     | 18 giugno 2017  |
| 4  | The Fisherman's Tale    | La favola del pescatore  | 19 novembre 2015     | 18 giugno 2017  |
| 5  | Gilt                    | Il tesoro di Long Ben    | 20 novembre 2015     | 25 giugno 2017  |
| 6  | Capsized                | Il container             | 23 novembre 2015     | 25 giugno 2017  |
| 7  | The Salcombe Selkie     | La sirena di Salcombe    | 24 novembre 2015     | 2 luglio 2017   |
| 8  | Napoleon's Violin       | Il violino di Napoleone  | 25 novembre 2015     | 2 luglio 2017   |
| 9  | The Deep Freeze         | Il grande freddo         | 26 novembre 2015     | 9 luglio 2017   |
| 10 | Dirty Dancing           | Balli proibiti           | 27 novembre 2015     | 9 luglio 2017   |